# Firavitoba

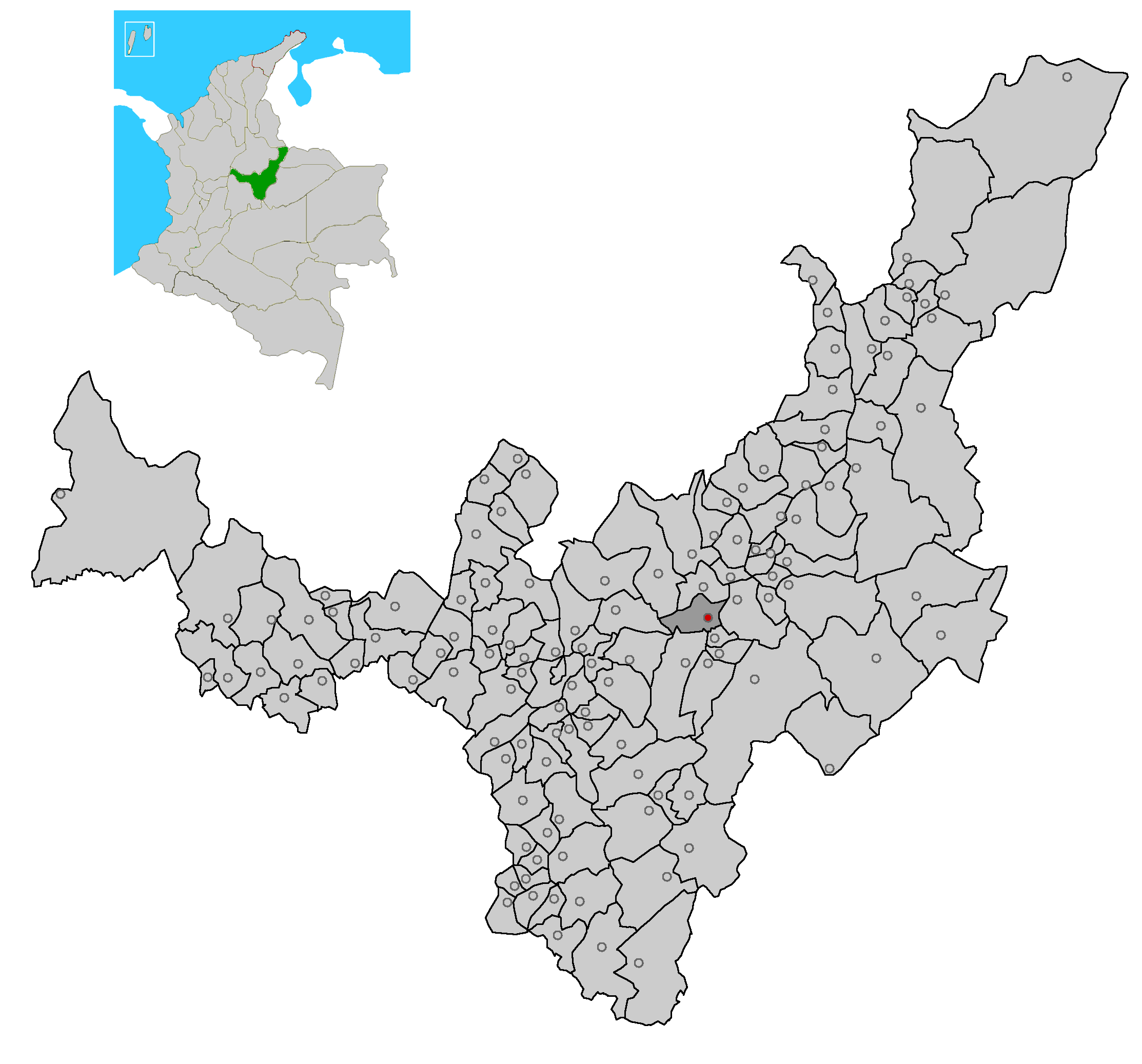
Localização de Firavitoba no departamento de Boyacá.

Firavitoba é um município no departamento de Boyacá, na Colômbia.